# Susan Boyle

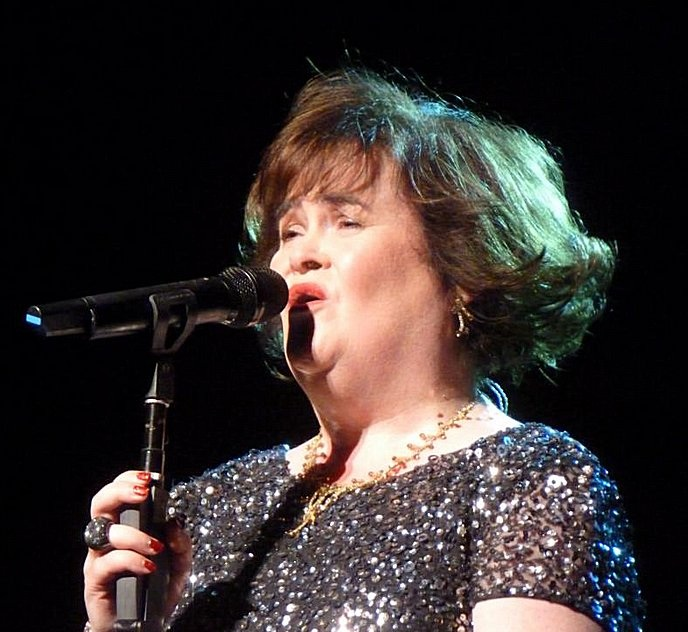
Susan Boyle (2013)

Susan Magdalane Boyle (* 1. April 1961 in Blackburn, West Lothian) ist eine schottische Sängerin, die einem größeren Publikum 2009 durch ihren Auftritt in der dritten Staffel der Castingshow Britain’s Got Talent bekannt wurde. Durch ihre Darbietung von „I Dreamed a Dream“ aus dem Musical Les Misérables erlangte sie internationale Berühmtheit.
Artikel über sie erschienen global; Videos ihres Auftritts wurden in der ersten Woche mehrere zehn Millionen Mal aufgerufen. In der Castingshow erreichte sie schließlich den zweiten Platz. Ihr 2009 erschienenes Debütalbum I dreamed a dream wurde national und international ein kommerzieller Erfolg, ebenso die beiden Nachfolgealben The Gift (2010) und Someone to Watch Over Me (2011).

## Leben
Boyle ist das jüngste von insgesamt neun Kindern und lebt in Blackburn, einer Stadt in West Lothian nahe Edinburgh in Schottland. Von ihren Klassenkameraden wurde sie aufgrund ihres Aussehens gehänselt; Schulkameraden schrieben ihr eine Lernbehinderung zu und hänselten sie deshalb. Das Wochenmagazin Der Spiegel berichtete im Dezember 2013, dass bei ihr das Asperger-Syndrom diagnostiziert wurde, wie auch eine überdurchschnittliche Intelligenz; Susan Boyle äußerte sich erleichtert über diese Diagnose.
Seit ihrer Kindheit erhielt sie Gesangsunterricht in Livingston, Schottland. Sie beendete ihre Gesangskarriere jedoch, um sich um ihre kranke Mutter zu kümmern, die 2007 im Alter von 91 Jahren starb. Beim Auftritt im Regionalfinale von „Britain’s Got Talent“ sang sie das erste Mal seit dem Tod ihrer Mutter. Boyle erwähnte in der Washington Post, dass sie an dem Wettbewerb im Gedenken an ihre verstorbene Mutter teilgenommen habe. Diese hatte sie dazu angehalten, auch einmal einen Auftritt vor einem größeren Publikum als dem der Gemeindekirche zu wagen.
Boyle ist unverheiratet und war vor ihrer Gesangskarriere arbeitslos.

## Fernsehauftritt
In der ersten Runde der dritten Staffel von Britain’s Got Talent bot Boyle am 11. April 2009 „I Dreamed a Dream“ aus dem Musical Les Misérables dar. Dieser Auftritt wurde weit verbreitet und das Video hierzu wurde über 300 Millionen Mal auf der Online-Videoplattform YouTube gesehen. Über diese Reaktion soll Boyle gerührt und erstaunt gewesen sein.
Vor ihrem Auftritt waren Jury und Publikum skeptisch, insbesondere, als sie sich selbstbewusst vorstellte und als Ziel der Teilnahme, trotz ihrer schon 47 Jahre, eine Karriere als professionelle Sängerin und als Vorbild Elaine Paige nannte. Während der Darbietung und danach erhielt sie jedoch stark positive Rückmeldungen und Zustimmung vom anwesenden Publikum und der Jury. Die Fernsehsendung wurde in Schottland im Januar 2009 aufgezeichnet.
Am 24. Mai 2009 konnte sich Boyle mit dem Titel „Memory“ aus dem Musical Cats für das Finale des Wettbewerbs qualifizieren, in dem sie am 30. Mai 2009 den zweiten Platz belegte. Nach dem Auftritt war sie so erschöpft, dass sie in ein Krankenhaus gebracht werden musste.
Im später produzierten ITV-Spezial I Dreamed A Dream: The Susan Boyle Story kam es mit ihrem Idol Elaine Paige zu einem Duett-Auftritt, der mit bislang über 54 Millionen Aufrufen ebenfalls sehr erfolgreich bei YouTube war.
Medienecho
Viele britische Zeitungen berichteten über Boyles Auftritt und die Reaktion darauf im Internet. Colin Robertson, Journalist in der britischen Boulevardzeitung The Sun nannte sie „Paula Potts“ in Anlehnung an den Gewinner der ersten Staffel, Paul Potts.
Auch die internationale Presse wurde auf sie aufmerksam, unter anderem das deutsche Nachrichtenmagazin Der Spiegel, aber auch Zeitschriften in Asien und in Nordamerika berichteten über Boyle. In den USA wurde von ABC News verkündet, dass Boyle womöglich die neueste Popsensation Großbritanniens sei, und sie wurde als „Die Frau, die [den Juroren] Simon Cowell zum Schweigen brachte“ bezeichnet. Auch hier zogen mehrere Journalisten Parallelen zu Paul Potts, der ebenfalls als unerwartetes Gesangstalent durch die britische Castingshow berühmt geworden war.
Ebenso reagierten mehrere US-Fernsehsender in Form von Satelliteninterviews, unter anderem CBS, ABC und FOX.
Die wichtigste Rolle bei der Verbreitung von Boyles Ruhm spielten jedoch Webseiten wie YouTube, Facebook und Twitter. Das Video ihres Auftrittes bei YouTube wurde in den ersten 72 Stunden beinahe 2,5 Millionen Mal abgerufen, bereits am 17. April 2009, sechs Tage nach dem Auftritt, war es mit 22 Millionen Aufrufen das meistgesehene Video des Monats weltweit. Die Los Angeles Times schrieb, dass die Beliebtheit dieses Videos auf der emotionalen Breite innerhalb eines kurzen Zeitrahmens beruhe, was es für das Internet, wo kurze Clips zählen, perfekt mache. Boyles Ruhm wurde auch über die Webseite Twitter verbreitet, u. a. durch Ashton Kutcher und Demi Moore. Als sie davon erfuhr, gab Boyle zu, von Kutcher noch nie gehört zu haben und auch wenn ihr der Name „Demi Moore“ etwas sage, auch über sie relativ wenig zu wissen. Dennoch bedankte sie sich bei beiden für ihre Unterstützung.
Neben dem Medienecho des Hypes um Susan Boyle kurbelte die Sängerin auch Musiknotenverkäufe an. Der von ihr gesungene Titel „I Dreamed a Dream“ gehörte bereits kurz nach dem Auftritt zu den meistgekauften Artikeln auf Musicnotes.com.

## Weitere Laufbahn
Das Album I Dreamed a Dream von Susan Boyle wurde 2009 das Debütalbum mit den höchsten Verkaufszahlen der ersten Woche in Großbritannien. Auch ihre weiteren Alben waren weltweit erfolgreich.
Es folgten viele weitere Auftritte: So trat Boyle am 13. Mai 2012 in Windsor Castle anlässlich des diamantenen Thronjubiläums vor der Queen auf und sang „Mull of Kintyre“ von Paul McCartney. Im November 2012 sang sie gemeinsam mit ihrem Idol Donny Osmond in Las Vegas ein Duett.
Im Juli 2013 ging Susan Boyle auf eine vielumjubelte Tour mit sieben Konzerten durch Schottland. Es war das erste Mal, dass sie live ganze Abende allein gestaltete. Diese Konzertreise diente der Vorbereitung einer internationalen Tour, die 2014 stattfand.
Im Dezember 2013 lief in britischen Kinos der Film The Christmas Candle an, in dem Boyle nicht nur singt, sondern auch eine Nebenrolle übernommen hat.

## Wohltätigkeits-CD
Bereits 1999 nahm Boyle das Lied Cry Me a River für eine Wohltätigkeits-CD an einer Schule in Whitburn auf. Auch diese Aufnahme wurde nach ihrem Auftritt bei der Casting-Show im Internet veröffentlicht und erhielt sogleich Zuspruch.
Außerdem hat sie Anfang des Jahres 2010 als Helping Haiti Charity Song das Lied Everybody Hurts von R.E.M. zusammen mit Leona Lewis, Rod Stewart, Mariah Carey, Cheryl Cole, Mika, Michael Bublé, Joe McElderry, Miley Cyrus, James Blunt, Robbie Williams, Gary Barlow, Mark Owen, Jon Bon Jovi, James Morrison, Alexandra Burke, Aston Merrygold, Marvin Humes, Shane Filan, Mark Feehily und Kylie Minogue aufgenommen.

## Ehrungen und Auszeichnungen
2012 wurde Susan Boyle die Würde eines Ehrendoktors von der Edinburgher Queen Margaret University verliehen, an der sie einst einen Abschluss in Pflege erworben hatte.

## Diskografie

### Studioalben
| Jahr | Titel                    | Höchstplatzierung, Gesamtwochen, AuszeichnungChartplatzierungen (Jahr, Titel, Platzierungen, Wochen, Auszeichnungen, Anmerkungen) | Höchstplatzierung, Gesamtwochen, AuszeichnungChartplatzierungen (Jahr, Titel, Platzierungen, Wochen, Auszeichnungen, Anmerkungen) | Höchstplatzierung, Gesamtwochen, AuszeichnungChartplatzierungen (Jahr, Titel, Platzierungen, Wochen, Auszeichnungen, Anmerkungen) | Höchstplatzierung, Gesamtwochen, AuszeichnungChartplatzierungen (Jahr, Titel, Platzierungen, Wochen, Auszeichnungen, Anmerkungen) | Höchstplatzierung, Gesamtwochen, AuszeichnungChartplatzierungen (Jahr, Titel, Platzierungen, Wochen, Auszeichnungen, Anmerkungen) | Anmerkungen                             |
| Jahr | Titel                    | DE | AT | CH | UK | US | Anmerkungen                             |
| ---- | ------------------------ | --- | --- | --- | --- | --- | --------------------------------------- |
| 2009 | I Dreamed a Dream        | DE3 Gold · (9 Wo.)DE | AT7 Gold · (11 Wo.)AT | CH1 Platin · (16 Wo.)CH | UK1 ×7Siebenfachplatin · (39 Wo.)UK                                                                                               | US1 ×4Vierfachplatin · (59 Wo.)US                                                                                                 | Erstveröffentlichung: 20. November 2009 |
| 2010 | The Gift                 | — | AT38 (4 Wo.)AT | CH19 (8 Wo.)CH | UK1 ×2Doppelplatin · (11 Wo.)UK                                                                                                   | US1 ×3Dreifachplatin · (33 Wo.)US                                                                                                 | Erstveröffentlichung: 8. November 2010  |
| 2011 | Someone to Watch Over Me | — | — | CH47 (3 Wo.)CH | UK1 Platin · (10 Wo.)UK | US4 Gold · (14 Wo.)US | Erstveröffentlichung: 1. November 2011  |
| 2012 | Standing Ovation         | — | — | — | UK7 Gold · (8 Wo.)UK | US12 (8 Wo.)US | Erstveröffentlichung: 13. November 2012 |
| 2013 | Home for Christmas       | — | — | — | UK9 Gold · (5 Wo.)UK | US17 (7 Wo.)US | Erstveröffentlichung: 25. Oktober 2013  |
| 2014 | Hope                     | — | — | — | UK13 Silber · (8 Wo.)UK | US16 (1 Wo.)US | Erstveröffentlichung: 21. Oktober 2014  |
| 2016 | A Wonderful World        | — | — | — | UK22 Silber · (6 Wo.)UK | US150 (1 Wo.)US | Erstveröffentlichung: 4. November 2016  |
| 2019 | Ten                      | — | — | — | UK5 (4 Wo.)UK | — | Erstveröffentlichung: 31. Mai 2019      |

### Singles
| Jahr | Titel Album                               | Höchstplatzierung, Gesamtwochen, AuszeichnungChartplatzierungen (Jahr, Titel, Album, Platzierungen, Wochen, Auszeichnungen, Anmerkungen) | Höchstplatzierung, Gesamtwochen, AuszeichnungChartplatzierungen (Jahr, Titel, Album, Platzierungen, Wochen, Auszeichnungen, Anmerkungen) | Höchstplatzierung, Gesamtwochen, AuszeichnungChartplatzierungen (Jahr, Titel, Album, Platzierungen, Wochen, Auszeichnungen, Anmerkungen) | Höchstplatzierung, Gesamtwochen, AuszeichnungChartplatzierungen (Jahr, Titel, Album, Platzierungen, Wochen, Auszeichnungen, Anmerkungen) | Höchstplatzierung, Gesamtwochen, AuszeichnungChartplatzierungen (Jahr, Titel, Album, Platzierungen, Wochen, Auszeichnungen, Anmerkungen) | Anmerkungen                                             |
| Jahr | Titel Album                               | DE | AT | CH | UK | US | Anmerkungen                                             |
| ---- | ----------------------------------------- | --- | --- | --- | --- | --- | ------------------------------------------------------- |
| 2009 | I Dreamed a Dream                         | — | — | CH37 (4 Wo.)CH | UK37 (4 Wo.)UK | US62 (1 Wo.)US | Erstveröffentlichung: November 2009                     |
| 2009 | Wild Horses I Dreamed a Dream             | — | — | — | UK9 Silber · (6 Wo.)UK | US98 (1 Wo.)US | Erstveröffentlichung: November 2009                     |
| 2010 | Everybody Hurts –                         | DE16 (7 Wo.)DE | AT23 (7 Wo.)AT | CH16 (2 Wo.)CH | UK1 Platin · (6 Wo.)UK | — | Erstveröffentlichung: 7. Februar 2010 mit Helping Haiti |
| 2011 | I Know Him so Well –                      | — | — | — | UK11 (3 Wo.)UK | — | Erstveröffentlichung: März 2011 mit Peter Kay           |
| 2013 | O Come All Ye Faithful Home for Christmas | — | — | — | UK48 (2 Wo.)UK | — | Erstveröffentlichung: Dezember 2013 mit Elvis Presley   |

## Auszeichnungen für Musikverkäufe
| Goldene Schallplatte - Belgien - 2011: für das Album Someone to Watch Over Me - Dänemark - 2010: für das Album I Dreamed a Dream - 2011: für das Album The Gift - Griechenland - 2010: für das Album I Dreamed a Dream - Irland - 2011: für das Album Someone to Watch Over Me - Italien - 2010: für das Album I Dreamed a Dream - Kanada - 2012: für das Album Someone to Watch Over Me - Mexiko - 2010: für das Album I Dreamed a Dream - Neuseeland - 2015: für das Album Hope - Polen - 2010: für das Album I Dreamed a Dream - Schweden - 2011: für das Album The Gift - Spanien - 2010: für das Album I Dreamed a Dream - Ungarn - 2009: für das Album I Dreamed a Dream - 2010: für das Album The Gift - Vereinigtes Königreich - 2013: für das Videoalbum I Dreamed A Dream - The Dvd | Platin-Schallplatte - Australien - 2011: für das Videoalbum Susan Boyle: An Unlikely Superstar - 2012: für das Album Standing Ovation - Belgien - 2010: für das Album I Dreamed a Dream - 2010: für das Album The Gift - Frankreich - 2009: für das Album I Dreamed a Dream - GCC - 2009: für das Album I Dreamed a Dream - Japan - 2010: für das Album I Dreamed a Dream - Neuseeland - 2012: für das Album Standing Ovation - 2013: für das Album Home for Christmas - Niederlande - 2010: für das Album I Dreamed a Dream - Schweden - 2010: für das Album I Dreamed a Dream 2× Platin-Schallplatte - Australien - 2011: für das Album Someone to Watch Over Me - Irland - 2010: für das Album The Gift - Kanada - 2011: für das Album The Gift - Neuseeland - 2012: für das Album Someone to Watch Over Me | 3× Platin-Schallplatte - Australien - 2010: für das Album The Gift - Europa - 2010: für das Album I Dreamed a Dream 4× Platin-Schallplatte - Neuseeland - 2011: für das Album The Gift 5× Platin-Schallplatte - Kanada - 2010: für das Album I Dreamed a Dream 8× Platin-Schallplatte - Irland - 2009: für das Album I Dreamed a Dream 10× Platin-Schallplatte - Australien - 2011: für das Album I Dreamed a Dream 11× Platin-Schallplatte - Neuseeland - 2010: für das Album I Dreamed a Dream |

Anmerkung: Auszeichnungen in Ländern aus den Charttabellen bzw. Chartboxen sind in ebendiesen zu finden.
| Land/RegionAuszeichnungen für Musikverkäufe (Land/Region, Auszeichnungen, Verkäufe, Quellen) | Silber     | Gold       | Platin       | Verkäufe    | Quellen                   |
| -------------------------------------------------------------------------------------------- | ---------- | ---------- | ------------ | ----------- | ------------------------- |
| Australien (ARIA)                                                                            | —          | —          | 17× Platin17 | 1.135.000   | aria.com.au               |
| Belgien (BRMA)                                                                               | —          | Gold1      | 2× Platin2   | 75.000      | ultratop.be               |
| Dänemark (IFPI)                                                                              | —          | 2× Gold2   | —            | 30.000      | ifpi.dk                   |
| Deutschland (BVMI)                                                                           | —          | Gold1      | —            | 100.000     | musikindustrie.de         |
| Europa (IFPI)                                                                                | —          | —          | 3× Platin3   | (3.000.000) | ifpi.org                  |
| Frankreich (SNEP)                                                                            | —          | —          | Platin1      | 100.000     | infodisc.fr               |
| Golf-Kooperationsrat (IFPI)                                                                  | —          | —          | Platin1      | 6.000       | ifpi.org                  |
| Griechenland (IFPI)                                                                          | —          | Gold1      | —            | 3.000       | Einzelnachweise           |
| Irland (IRMA)                                                                                | —          | Gold1      | 10× Platin10 | 157.500     | irishcharts.ie            |
| Italien (FIMI)                                                                               | —          | Gold1      | —            | 35.000      | fimi.it                   |
| Japan (RIAJ)                                                                                 | —          | —          | Platin1      | 250.000     | riaj.or.jp                |
| Kanada (MC)                                                                                  | —          | Gold1      | 7× Platin7   | 600.000     | musiccanada.com           |
| Mexiko (AMPROFON)                                                                            | —          | Gold1      | 7× Platin7   | 30.000      | amprofon.com.mx           |
| Neuseeland (RMNZ)                                                                            | —          | Gold1      | 19× Platin19 | 292.500     | aotearoamusiccharts.co.nz |
| Niederlande (NVPI)                                                                           | —          | —          | Platin1      | 50.000      | nvpi.nl                   |
| Österreich (IFPI)                                                                            | —          | Gold1      | —            | 10.000      | ifpi.at                   |
| Polen (ZPAV)                                                                                 | —          | Gold1      | —            | 10.000      | olis.pl                   |
| Schweden (IFPI)                                                                              | —          | Gold1      | Platin1      | 60.000      | sverigetopplistan.se      |
| Schweiz (IFPI)                                                                               | —          | —          | Platin1      | 30.000      | hitparade.ch              |
| Spanien (Promusicae)                                                                         | —          | Gold1      | —            | 30.000      | elportaldemusica.es       |
| Ungarn (MAHASZ)                                                                              | —          | 2× Gold2   | —            | 10.000      | slagerlistak.hu           |
| Vereinigte Staaten (RIAA)                                                                    | —          | Gold1      | 7× Platin7   | 7.500.000   | riaa.com                  |
| Vereinigtes Königreich (BPI)                                                                 | 3× Silber3 | 3× Gold3   | 11× Platin11 | 4.145.000   | bpi.co.uk                 |
| Insgesamt                                                                                    | 3× Silber3 | 20× Gold20 | 89× Platin89 |             |                           |